# Thomas Hochrainer
Thomas Hochrainer (* 15. Mai 1975 in Warstein) ist ein deutscher Ingenieur.

## Leben
Von 1995 bis 2002 studierte er Technomathematik an der Universität Karlsruhe. Von 2002 bis 2006 absolvierte er die Promotion zum Dr.-Ing. in Karlsruhe. Von 2002 bis 2006 war er wissenschaftlicher Mitarbeiter IAM Computational Materials Science an der Universität Karlsruhe. Von 2006 bis 2010 war er wissenschaftlicher Mitarbeiter am Fraunhofer-Institut für Werkstoffmechanik  und am  IAM Computational Materials Science an der Universität Karlsruhe. Von 2010 bis 2011 war er Senior Research Scientist Department of Scientific Computing an der Florida State University. Von 2011 bis 2012 war er wissenschaftlicher Mitarbeiter am BIME – Bremer Institut für Strukturmechanik und Produktionsanlagen der Universität Bremen. Von 2012 bis 2017 war er Juniorprofessor für Werkstoffmechanik / Computational Material Modeling in Bremen, Fachbereich Produktionstechnik. Seit 2017 lehrt er als Universitätsprofessor für Festigkeitslehre an der TU Graz.

## Schriften (Auswahl)
- Evolving systems of curved dislocations. Mathematical foundations of a statistical theory. Aachen 2007, ISBN 3-8322-6165-6.